# Lèmur coronat
El lèmur coronat (Eulemur coronatus) és un lèmur que mesura 31–36 cm de llargada i pesa 2 kg. Té una cua d'aproximadament 42–51 cm. És endèmic dels boscos caducifolis secs de l'extrem septentrional de Madagascar. S'alimenta principalment de flors, fruita i fulles. El 2004 se n'estimà la població a entre 1.000 i 10.000 exemplars, la majoria dels quals viuen a la meseta d'Ankarana tot i que també n'hi ha una població a la Montagne d'Ambre.